# Предпулевой воздух
Предпулевой воздух — объём воздуха, который располагается в канале ствола огнестрельного оружия перед пулей. Во время выстрела он вытесняется передней частью пули и на небольшом (около 3 — 5 см) расстоянии от дульного среза обладает достаточной энергетикой, чтобы нанести повреждения хрупким предметам. Например, попадая на тело человека он может стать причиной ушиба кожных покровов, который носит название «кольцо воздушного осаднения». Если оружие является нарезным, то часть пороховых газов в процессе выстрела прорываются сквозь зазоры между нарезами и боковой поверхностью пули, покидая канал ствола впереди неё. Вместе с предпулевым воздухом они могут повредить препятствия у дульного среза. Если воздушно-газовая волна попадает на одежду или тело, то на них могут появиться разрывы или осаднения. При выстреле в упор предпулевой воздух пробивает в препятствии отверстие, соответствующее диаметру дульного среза. Пуля, входя в него, формирует раневой канал. Следом за ней в него попадают пороховые газы, которые, под давлением крестообразно разрывают одежду и отслаивают кожу вокруг ранения, прижимая её к стволу, что ведёт к появлению штанцмарки. 